# Saverio Vertone
Saverio Vertone Grimaldi (Mondovì, 17 novembre 1927 – Torino, 30 giugno 2011) è stato uno scrittore, opinionista, politologo, politico e intellettuale italiano.

## Biografia
Nel 1950 viene assunto dalla sede torinese della RAI per l'avvio della TV sperimentale. Dal 1952 al 1956 è sceneggiatore presso il Servizio Prosa TV, nella sede di Milano, diretto da Carlo Terron: in questa veste cura gli adattamenti televisivi di Resurrezione (Lev Tolstoi), Il fantasma del castello (Oscar Wilde) e Una domanda di matrimonio (Anton Čechov). Dal 1956 al 1960 è impiegato a Torino come programmista per le trasmissioni culturali Rai.
Dal 1960 al 1962 è redattore delle pagine torinesi de l'Unità e della Terza pagina nazionale. Nel 1964 è responsabile della commissione culturale del PCI di Torino. Dal 1966 al 1970, con Giorgio Zampa, lavora nella redazione milanese della Casa Editrice De Donato come prefatore ed editor per le collane I rapporti e I dissensi e inoltre come curatore di romanzi, saggi, opere teatrali e pamphlet (tra queste Il Maestro e Margherita e tutto il teatro di Michail Bulgakov, la Quarta Prosa di Osip Mandelstam, La rivolta delle cose di Lev Lunc, Viaggio sentimentale di Viktor Sklovskij e Lutero contro Erasmo di Franco Cordero).
Dal 1970 al 1973 per la RAI e su commissione di Angelo Romanò, scrive insieme a Vittorio Sermonti i testi per la sceneggiatura televisiva de' : I negoziati di Brest Litovsk, Marco Aurelio, I commentarii di Cesare “La guerra di Gallia”.
Nel 1972 è redattore del quindicinale “Nuovasocietà” periodico del quale assume la direzione nel 1976,  nominato da Diego Novelli  (incarico che manterrà fino al 1983, quando la testata viene chiusa). Dal 1975 al 1978 è consulente culturale del Teatro Stabile di Torino, caldeggia ed ottiene la nomina di Mario Missiroli a direttore artistico del Teatro. Tra il 1979 e il 1985 collabora alla Terza pagina dell'Unità, sotto la direzione di Alfredo Reichlin e scrive anche su L'Espresso diretto da Livio Zanetti.
Dal 1985 al 1996 scrive sul Corriere della Sera come editorialista nonché elzevirista ed opinionista della Terza pagina (i direttori di quegli anni sono Piero Ostellino, Ugo Stille e Paolo Mieli). Dal 1992 al febbraio 1996 è titolare di una rubrica settimanale del magazine del Corriere della Sera Sette, nello stesso periodo è anche editorialista ed inviato dell’Europeo, diretto da Lanfranco Vaccari.
Dal 2004 al 2006 è opinionista de La Repubblica di Torino (titolare della rubrica settimanale “Le idee”);  dal 2006 al 2008 diventa editorialista de Il Secolo XIX diretto da Lanfranco Vaccari.
Intellettuale inquieto, anticonformista e appassionato di politica, si iscrive negli anni Cinquanta al PCI che lascia dopo molti contrasti nel 1983.
Intravede nel PSI di Craxi dei primi anni Ottanta una buona proposta politica per la modernizzazione del paese. Una prospettiva che viene però avvilita e vanificata dalla pratica del partito e dai gravi episodi di malcostume culminati con la crisi della Prima Repubblica e Tangentopoli.
Nel 1994 si avvicina al movimento referendario di Mariotto Segni ed infine, nel 1996, partecipa alla Convenzione dei liberali promossa da Marco Taradash (il cosiddetto Gruppo dei Professori) e accetta la candidatura al Senato proposta da Silvio Berlusconi; nel 1996 viene eletto in un collegio uninominale nella lista del Polo delle Libertà Nel 1998 abbandona il Gruppo di Forza Italia e si iscrive al Gruppo misto con Rinnovamento Italiano di Lamberto Dini. Nel 2001 viene candidato ed eletto alla Camera nella lista dell'Ulivo per La Margherita ma si iscrive al gruppo parlamentare dei PdCI per consentire loro di raggiungere il numero minimo di componenti necessario per la costituzione del Gruppo alla Camera. In entrambe le legislature è membro della Commissione Affari Esteri.
Muore il 30 giugno 2011 per una insufficienza respiratoria.

## La famiglia
Nell’infanzia vive con il padre  Felice Vertone (ufficiale degli alpini morto in Russia nel 1943), la madre Alessandra Grimaldi, la zia materna Maria Grimaldi, e le due sorelle gemelle Adriana e Renata.
Nel 1979 sposa Rosalba Bertolini (detta Beo) con la quale, da quel momento, condivide tutta la  vita.

## Saggi
- Il grattacielo nel deserto, con Adalberto Minucci, Roma, Editori Riuniti, 1960.
- Com'è bella la città, Torino, Ed Stampatori 1977
- La retorica del dissenso, Milano Ed Guanda 1986
- L'ordine regna a Babele, Genova, Marietti, 1986. ISBN 88-211-6583-3.
- Viaggi in Italia, Milano, Rizzoli, 1988. ISBN 88-17-53833-7.[9][10][11][12][13][14][15][16][17][18][19][20][21][22][23][24][25][26][27][28][29][30][31][32][33][34][35][36][37][38][39]
- Penultima Europa, Milano, Rizzoli, 1989. ISBN 88-17-53247-9.[40][41][42][43][44][45][46][47][48][49][50][51]
- Il collasso, Milano, Rizzoli, 1990. ISBN 88-17-53834-5.[52][53][54][55][56][57][58][59][60][61][62][63][64][65][66][67][68][69]
- Il ritorno della Germania, Milano, Rizzoli, 1992. ISBN 88-17-84102-1.
- L'ultimo manicomio. Elogio della Repubblica italiana, Milano, Rizzoli, 1992. ISBN 88-17-84160-9.[70][71][72][73][74][75][76][77]
- La cultura degli italiani, a cura di, Bologna, Il Mulino, 1994. ISBN 88-15-04577-5.
- La trascendenza dell'ombelico, Milano, Rizzoli, 1994. ISBN 88-17-84231-1.[78][79]
- Le rivoluzioni incrociate. Italia, Europa e mercato globale, Firenze, Passigli, 2001. ISBN 88-368-0679-1.[80][81][82][83]

## Traduzione di opere teatrali
- Molière (Il malato immaginario – Con Mario Missiroli - Teatro Stabile di Torino 1983-1984)
- Bernard M. Koltès (Negro contro cani, Quai Ovest per Biennale Teatro Venezia Ottobre 1984)
- Heiner Müller (Filottete, L'Orazio, Mauser, La missione, Quartetto –Ed. Ubulibri 1984)
- Heiner Müller (Hamletmaschine, Riva abbandonata Materiale per Medea- Ed. Ubulibri 1991)
- Harald Müller (Zattera dei morti –Ed. Marsilio Teatro 1997)
- Bertolt Brecht (Madre Coraggio –Teatro Stabile di Genova Stagione 2001-2002)

## Altri scritti e presentazioni di saggistica, opere letterarie e traduzioni
- Ludovica Ripa di Meana – La fine degli A. (Ed. Nino Aragno 2006)[84]
- Marco Susini – SHANGAY- (Bandecchi & Vivaldi 2004)[85]
- Il G8 e la globalizzazione – Il ruolo degli Stati e i diritti dell'individuo- Si può governare il mare? (atti convegno Rotary Genova 2001)[86]
- Enzo Carnazza – Il carroccio tradito - (Edizioni Bietti 1997)[87]
- Liberal  -Vari- Da Pericle a Kohl –  (Ed. Atlantide Editoriale 1997)[88]
- Vari - Cuor & Cuore - (Edizioni Ulisse 1994)[89]
- E. de La Boétie - Jonathan Swift – Il servilismo (Ed Olivares 1994)[90]
- Giulio Ferrario – Il costume antico e moderno (Ed. U. Allemandi 1992)[91]
- Vari - L'avenir de l'Almagne - L'unità tedesca. Ipoteche del passato ed ambizioni future (Editions Universitaires Fribourg Suisse 1991), ISBN 2-8271-0585-3[92]
- Michael Walzer - L'intellettuale militante (Prefazione) (Società editrice Il Mulino 1991)[93]
- Hermann Broch – Il Kitsch (Ed. Giulio Einaudi 1990)[94]
- Ernst Jünger – La pace (Ed. Guanda 1993)[95]
- Thomas Mann - Conversazioni 1909-1955 (Editori Riuniti 1986)[94]
- Adalbert Stifter - La mappa del mio bisnonno (Ed. Marietti 1985)[96]
- Siegfried Kracauer - Ginster (Ed. Marietti 1984)[97]
- David S. Landes – Storia del tempo: l'orologio e la nascita del mondo moderno (Ed. Mondadori 1984)[94]
- Eudora Welty Nozze sul delta (Editori Riuniti 1984)[94]
- Hermann Broch - James Joyce (Editori Riuniti 1983)[94]
- Hermann Broch – Hofmannsthal (Editori Riuniti 1981)[98]
- Herbert Marcuse - La fine dell'utopia (Ed. Laterza 1968)[94]
- Carl Sternheim – lo snob (Ed. De Donato 1967)[94]
- Franz Kafka  - La vita e le opere negli studi marxisti degli anni '60 (De Donato 1966 Traduzione e prefazione)
- Hermann Broch - Azione e Conoscenza (Ed Lerici 1964)[94]
- Hermann Broch – Poesia e Conoscenza (Ed Lerici 1965)[94]
- Rudolf Hilferding – Il capitale finanziario (Ed Feltrinelli 1960)[94]

## Scritti vari sull'arte contemporanea apparsi in cataloghi, riviste e video sui seguenti artisti
Carla Accardi
Pompeo Borra
Simon Callery
Mario Comensoli
Pietro Consagra
Luciano Fabro
Tano Festa
Pinot Galizio
Tullio Garbari
Fernando Melani
Mario Nigro
Athos Ongaro
Giulio Paolini
Bruno Sacchetto